# Spanish Wells (district)
Le district de Spanish Wells est l'un des 32 districts des Bahamas. Il porte le numéro 30 sur la carte.
Outre l'île de Spanish Wells, il inclut les îles de :
- Saint George's Cay
- Russell Island
- Charles Island
- Royal Island
- Egg Island
- Meeks Patch